# الدوري اللبناني الممتاز 2013–14
الدوري اللبناني الممتاز 2013–14 هو الموسم الرابع والخمسون من الدوري اللبناني الممتاز، أعلى دوري كرة قدم للأندية في لبنان منذ إنطلاقه في 1933.
بدأ الدوري في 21 أيلول 2013 وإنتهى في 18 أيّار 2014. تنافس فيه 12 فريقًا بينهم نادي الصفاء بطل موسم 2012–13، وحقق اللقب نادي النجمة وتأهل لكأس الاتحاد الآسيوي مع السلام زغرتا بطل الكأس، وهبط ناديي المبرة والإجتماعي طرابلس إلى الدرجة الثانية.

## الأندية
هبط كلّ من الشباب الغازية والسلام صور إلى الدرجة الثانية موسم 2012–13، بعد أن أنهيا الدوري في المركزين الأخيرين. صعد مكانهما المبرة، بعد موسم واحد في الدرجة الثانية، بالإضافة إلى السلام زغرتا الذي عاد للدوري الممتاز لأول مرة منذ هبوطه موسم 2008–09.
| النادي              | الموقع                 | الملعب             | السعة  |
| ------------------- | ---------------------- | ------------------ | ------ |
| العهد               | بيروت (الأوزاعي)       | ملعب بيروت البلدي  | 22,500 |
| الإخاء الأهلي عاليه | عاليه                  | ملعب أمين عبدالنور | 3,500  |
| الأنصار             | بيروت (الطريق الجديدة) | ملعب بيروت البلدي  | 22,500 |
| الإجتماعي طرابلس    | طرابلس                 | ملعب طرابلس البلدي | 22,000 |
| المبرة              | بيروت (طريق المطار)    | ملعب بيروت البلدي  | 22,500 |
| النجمة              | بيروت (رأس بيروت)      | ملعب رفيق الحريري  | 15,000 |
| الراسينغ بيروت      | بيروت (الأشرفية)       | ملعب فؤاد شهاب     | 5,000  |
| الصفاء              | بيروت (وطى المصيطبة)   | ملعب الصفاء        | 4,000  |
| السلام زغرتا        | زغرتا                  | ملعب زغرتا         |        |
| شباب الساحل         | بيروت (حارة حريك)      | ملعب بيروت البلدي  | 22,500 |
| التضامن صور         | صور                    | ملعب صور           | 6,500  |
| طرابلس              | طرابلس                 | ملعب طرابلس البلدي | 22,000 |